# Николасвилл
Николасвилл (англ. Nicholasville) — город и административный центр округа Джессамин в штате Кентукки, в США. Основан в 1798 году. Статус города носит с 1837 года. Население по переписи 2020 года составляло более 31 000 человек — 10-е место среди городов штата. Николасвилл имеет развитую инфраструктуру и является одним из коммерческих центров в центральном Кентукки. 

## История
Первое поселение на этом месте было основано американцами европейского происхождения в 1798 году, вскоре после окончания войны за независимость США. Статус города ему присвоили 13 февраля 1837 года. Он был назван в честь полковника Джорджа Николаса — автора Конституции Кентукки, написанной им в 1792 году. 
В конце XX века население Николасвилла значительно выросло. Из-за возросшей потребности в транспорте в городе были проложены новые автомагистрали. Большая часть его жителей ездит на работу в соседний Лексингтон. Остальные трудятся в сфере розничной торговли в самом Николасвилле.

## География
Николасвилл находится примерно в 9,7 км к югу от округа Фейетт. Город является логистическим и транспортным узлом между Лексингтоном и соседними округами, особенно округом Гаррард. По данным Бюро переписи населения США, город имеет общую площадь 33,9 км², из которых 33,7 км² занимает суша и 0,18 км², или 0,52 % — вода. В Николасвилле есть несколько искусственных прудов, в том числе озеро Минго, названное в честь племени минго. Местный ручей Таун-Форк протекает на юг и впадает в Джессамин-крик.
Николасвилл находится на северной периферии зоны влажного субтропического климата, с жарким и влажным летом, прохладной зимой и редкими мягкими периодами, особенно осенью. В городе и окружающем его регионе Блуграсс есть четыре чётко выраженных сезона, которые включают прохладные бризы с плато, умеренные ночи летом и длительное отсутствие дождя, снега и суровой погоды.

## Население
По данным переписи 2020 года в городе проживало 31 490 человек и 7 503 семьи, насчитывалось 11 244 домашних хозяйства. Плотность населения составила 827 чел./км². Насчитывалось 11 405 единиц жилья со средней плотностью 336,7 чел./км². Расовый состав населения был следующим: евроамериканцы 89,8%, афроамериканцы 5,2%, коренные американцы 0,1%, азиаты 1,4%, представителей других рас 1,2%  и представителей двух или более рас 2,6%. Латиноамериканцы или латиноамериканцы любой расы составляли 3,5% населения.
Из 11 244 домохозяйств 25,6% имели детей в возрасте до 18 лет, проживающих с ними, 49,2% составляли супружеские пары, живущие вместе, 16,7% были одинокими женщинами, 5,6% были одинокими мужчинами, 26,5% не были семьями. 22,3% всех домохозяйств состояли из отдельных лиц, в 7,4% проживали одинокие люди в возрасте 65 лет и старше. Средний размер домохозяйства составлял 2,64 человека, средний размер семьи — 3,07 человека.
27,9% населения было в возрасте до 18 лет, 8,8% в возрасте от 18 до 24 лет, 30,7% в возрасте от 25 до 44 лет, 22,8% в возрасте от 45 до 64 лет и 9,8% в возрасте 65 лет и старше. Средний возраст составил 33,1 года. На каждые 100 женщин приходилось 91,1 мужчин. На каждые 100 женщин в возрасте 18 лет и старше приходилось 86,9 мужчин.
Согласно данным Бюро переписи населения за 2011 год, основанным на пятилетних оценках Американского общественного исследования, средний доход семьи в городе составлял 43 453 доллара США, средний доход семьи — 52 419 долларов США. Средний доход мужчин, работающих полный рабочий день, составлял 37 954 доллара США против 33 330 долларов США у женщин. Доход на душу населения в городе составил 19 526 долларов США. Около 14,5% семей и 17,1% населения находились за чертой бедности, в том числе 22,7% людей в возрасте до 18 лет и 6,5% людей в возрасте 65 лет и старше.

## Культура
Начальное и среднее образование за счёт государства в Николасвилле обеспечивается Школьным округом округа Джессамин. В городе действует Николасвиллская начальная школа. Начальная школа Хэтти Уорнер на Уилмор-роуд названа в честь местной учительницы Хэтти Кэтрин Уорнер (1886 — 1963), которая, окончив в 1913 году Университет Восточного Кентукки, сорок шесть лет преподавала в школах округа Джессамин. Похоронена на местном кладбище Мейпл-Гроув. В Николасвилле действует библиотека входящая в сеть Публичных библиотек округа Джессамин.
В городе проходит ежегодный Фестиваль вина и винограда Кентукки. На празднике демонстрируют вина как с коммерческих виноградников, так и из винокурен виноделов-любителей со всего Кентукки и соседних штатов. В 2014 году Генеральная ассамблея Кентукки присвоила мероприятию название «Официального винного фестиваля Кентукки». Недалеко от Николасвилла находится Памятник национального наследия Кэмп-Нельсон и Национальное кладбище Кэмп-Нельсон. Среди достопримечательностей города особняк Янг-хаус — место рождения архитектора Беннета Янга; входит в список Национального реестра исторических мест США.